# Hanna Schwamborn

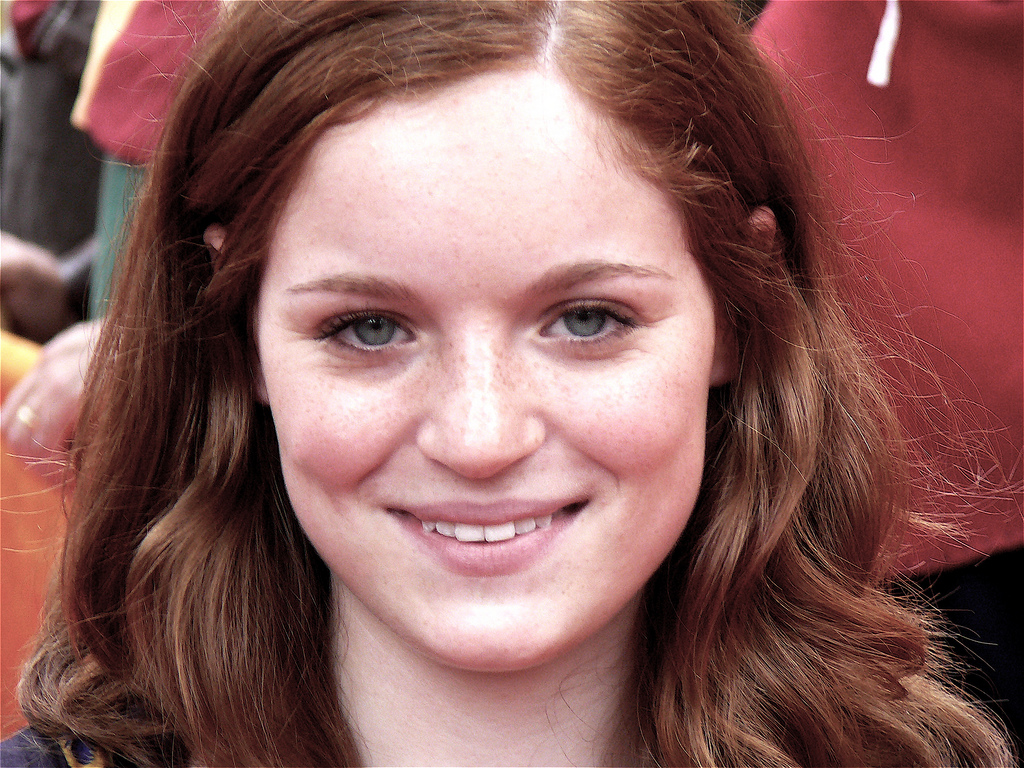
Hanna Schwamborn (2008)

Hanna Schwamborn (* 4. September 1992 in Berlin) ist eine deutsche Schauspielerin.

## Leben
Hanna Schwamborn begann ihre Karriere im Alter von neun Jahren mit dem Kinofilm Goodbye Lenin, für den sie in der Rolle der Carla Kerner erstmals vor der Kamera stand. In den darauffolgenden Jahren spielte sie in zahlreichen TV- und Kinoproduktionen Haupt- und Nebenrollen. Bekannt wurde sie vor allem durch ihre Rolle als Clementine in Stella und der Stern des Orients und Lavinia in dem niederländischen Film Der Brief für den König.

## Filmografie
- 2003: Goodbye Lenin
- 2006: Tatort – Kunstfehler
- 2007: SOKO Leipzig – Ein fragwürdiger Deal (Fernsehserie)
- 2007: Im Tal der wilden Rosen (Fernsehserie, 1 Folge)
- 2007: Rosamunde Pilcher – Flügel der Hoffnung (Fernsehserie, 1 Folge)
- 2007: SOKO Leipzig (Fernsehserie, 1 Folge)
- 2008: Liebe und andere Verbrechen
- 2008: Stella und der Stern des Orients
- 2008: Der Brief für den König (De Brief voor de Koning)
- 2009: Ingelore (Doku)
- 2010: Der Kriminalist – Getauschtes Leben (Fernsehserie)
- 2010: In aller Freundschaft (Fernsehserie, 1 Folge)
- 2010: Lys
- 2010: Polizeiruf 110 – Risiko (Fernsehserie)
- 2011: Der Bergdoktor – Familienprobleme (Fernsehserie)
- 2011: Der Bergdoktor – Auf Liebe und Tod (Fernsehserie)
- 2011: Danni Lowinski – Monster (Fernsehserie)
- 2011: Blissestraße
- 2017: Pampa (Kurzfilm)